# Lijst van gemeenten in Samsun
Onderstaande lijst bevat alle gemeenten (2000) in de Turkse provincie Samsun.
| District     | Gemeente      |
| ------------ | ------------- |
| Alaçam       | Alaçam        |
| Asarcık      | Asarcık       |
| Atakum       | Atakum        |
| Ayvacık      | Ayvacık       |
| Bafra        | Bafra         |
| Bafra        | Çetinkaya     |
| Bafra        | Doğanca       |
| Bafra        | İkizpınar     |
| Bafra        | Kolay         |
| Canik        | Canik         |
| Çarşamba     | Ağcagüney     |
| Çarşamba     | Çarşamba      |
| Çarşamba     | Çınarlık      |
| Çarşamba     | Dikbıyık      |
| Çarşamba     | Hürriyet      |
| Gazi         | Gazi          |
| Havza        | Bekdiğin      |
| Havza        | Havza         |
| Havza        | Ilıca         |
| İlkadım      | İlkadım       |
| Kavak        | Kavak         |
| Ladik        | Ladik         |
| Ondokuzmayıs | Dereköy       |
| Ondokuzmayıs | Ondokuzmayıs  |
| Ondokuzmayıs | Yörükler      |
| Salıpazarı   | Salıpazarı    |
| Samsun       | Altınkum      |
| Samsun       | Atakent       |
| Samsun       | Çatalçam      |
| Samsun       | Kurupelit     |
| Samsun       | Samsun        |
| Samsun       | Taflan        |
| Samsun       | Yeşilkent     |
| Tekkeköy     | Aşağıçinik    |
| Tekkeköy     | Büyüklü       |
| Tekkeköy     | Kutlukent     |
| Tekkeköy     | Tekkeköy      |
| Terme        | Ambartepe     |
| Terme        | Bazlamaç      |
| Terme        | Evci          |
| Terme        | Gölyazı       |
| Terme        | Hüseyinmescit |
| Terme        | Kocaman       |
| Terme        | Kozluk        |
| Terme        | Sakarlı       |
| Terme        | Söğütlü       |
| Terme        | Terme         |
| Vezirköprü   | Göl           |
| Vezirköprü   | Narlısaray    |
| Vezirköprü   | Vezirköprü    |
| Yakakent     | Yakakent      |